# Шао Цихуэй
Шао Цихуэй (кит. 邵奇惠, род. июнь 1934, Исин, Цзянсу) — китайский государственный и политический деятель, губернатор провинции Хэйлунцзян с 1989 по 1994 гг.
Член Центрального комитета Компартии Китая 14 и 15-го созывов.

## Биография
Родился в июне 1934 года в уезде Исин, провинция Цзянсу. В октябре 1952 году вступил в Коммунистическую партию Китая.
Окончил Харбинский политехнический институт с дипломом инженера. С 1955 по 1958 год работал заместителем секретаря комитета Коммунистического союза молодёжи в муниципалитете города Ханчжоу, затем вследствие «ошибок в работе» направлен на Улиньский машиностроительный завод лесной и сельскохозяйственной техники, где последовательно занимал должности начальника технического отдела, заместителя директора, главного инженера, заместителя секретаря партотделения КПК завода.
В 1985 году назначен заместителем секретаря парткома КПК Центрального административного района города Харбин, в 1987 году возглавил партком КПК города Цицикар.
С декабря 1988 года — исполняющий обязанности губернатора провинции Хэйлунцзян, губернатор провинции с 1989 по май 1994 года. В 1991 году награждён Орденом Дружбы народов.
В мае 1994 года вышел в отставку из региональной политики. С 1994 по 1998 гг. — первый заместитель министра машиностроения КНР и замсекретаря партотделения КПК министерства. С 2003 по 2008 гг. — в Национальном комитете Народного политического консультативного совета Китая.